# Tiên Thành
Tiên Thành là một xã thuộc huyện Quảng Hòa, tỉnh Cao Bằng, Việt Nam.

## Địa lý
Xã Tiên Thành nằm ở phía nam huyện Quảng Hòa, có vị trí địa lý:
- Phía đông giáp xã Mỹ Hưng
- Phía tây giáp huyện Hòa An
- Phía nam giáp huyện Thạch An
- Phía bắc giáp thị trấn Hòa Thuận và các xã Hạnh Phúc, Ngọc Động.

Xã Tiên Thành có diện tích 37,83 km², dân số năm 1999 là 1.433 người, mật độ dân số đạt 38 người/km².
Trên địa bàn xã Tiên Thành có một số ngọn núi như Cốc Đứa, Chư Giai, Pà Nót, Phia Giả, Phia Khao, Phia Sung, Pù Biểu, Pò Mệt, Roóng Nọi. Sông Bằng Giang chảy qua địa phận phía bắc của Tiên Thành. Ngoài ra, xã còn có suối Khuổi Én và suối Giuồng chảy qua.

## Lịch sử
Ngày 13 tháng 12 năm 2001, xã Tiên Thành thuộc huyện Phục Hòa vừa tái lập từ huyện Quảng Hòa.
Đến năm 2019, xã Tiên Thành được chia thành 12 xóm: Ba Liên, Bản Chập, Bản Giuồng, Phiêng Cọn Háng Mấư, Khau Chẻ, Nà Mười, Nà Phia, Nưa Khau, Pác Rắc Lũng Riềng, Ngườm Cuông, Pác Râm, Bình Lâu Thác Lao.
Ngày 9 tháng 9 năm 2019, Hội đồng Nhân dân tỉnh Cao Bằng ban hành Nghị quyết số 27/NQ-HĐND về việc:
- Sáp nhập ba xóm Pác Râm, Ngườm Cuông, Khau Chẻ thành xóm Xuân Thành
- Sáp nhập ba xóm Pác Rắc Lũng Riềng, Phiêng Cọn Háng Mấư, Bình Lâu Thác Lao thành xóm Trung Thành
- Sáp nhập hai xóm Nưa Khau và Nà Phia thành xóm Hợp Thành
- Sáp nhập hai xóm Ba Liên và Bản Chập thành xóm Thuận Thành.

Ngày 1 tháng 3 năm 2020, huyện Phục Hòa giải thể để tái lập huyện Quảng Hòa. Xã Tiên Thành thuộc huyện Quảng Hòa như hiện nay.

## Hành chính
Xã Tiên Thành được chia thành 6 xóm: Bản Giuồng, Hợp Thành, Nà Mười, Thuận Thành, Trung Thành, Xuân Thành.